# Ngựa kéo hạng nặng Xô Viết
Ngựa kéo hạng nặng Xô Viết là một giống ngựa kéo nặng có nguồn gốc từ Nga. Nó bắt nguồn từ giống ngựa kéo hạng nặng Brabant của Bỉ. Giống ngựa này được phát triển ở Liên Xô cũ cho công việc cần đến sức kéo trong nông nghiệp, và được công nhận là giống ngựa riêng biệt vào năm 1952.:324 Đây là một trong những giống ngựa hạng nặng được phát triển ở Liên Xô trong thế kỷ XX, một số giống ngựa khác là giống ngựa kéo hạng nặng Nga - có nguồn gốc chủ yếu từ ngựa Ardennais - và Ngựa kéo hạng nặng Vladimir, có nguồn gốc chủ yếu từ ngựa Clydesdale.

## Lịch sử
Đế quốc Nga không có giống ngựa kéo bản địa hạng nặng.:277 Nguồn gốc của ngựa kéo hạng nặng Xô Viết có từ cuối thế kỷ XIX, tại trang trại ngựa giống Khrenovski ở Voronezh Oblast. Các giống ngựa kéo Brabant nhập khẩu từ Bỉ được lai tạo với nhiều loại khác nhau: một số loại là ngựa Ardennais, ngựa Jutland, ngựa Percheron hoặc ngựa Suffolk Punch, một số loại ngựa cưỡi khác.
Phạm vi chăn nuôi bao phủ một khu vực rộng lớn ở miền trung miền nam nước Nga. Năm 1885, có ba con ngựa giống Brabant trong khu vực đó; vào năm 1895, có 58, vào năm 1950, gần 400 và gần 900 vào năm 1945. Có nhu cầu mạnh mẽ đối với những con ngựa nông nghiệp mạnh mẽ và khu vực ảnh hưởng của các con ngựa Brabant lan rộng. Chúng được sử dụng trong việc tạo ra các giống ngựa kéo Estonia và Ngựa hàng kéo hạng nặng Litva.:325
Ngựa kéo hạng nặng Xô Viết đã được đặt tên và chính thức công nhận vào năm 1952.:325 Năm 1980, tổng số lượng khoảng 35 000 con, trong đó gần 4.000 con được thuần chủng.:272